# 용포초등학교
용포초등학교는 대한민국 전라남도 화순군 동면 충의로 477 (백용리)에 있었던 초등학교이다.

## 연혁
- 1960년 6월 13일 동면국민학교 백룡리 분산수업장 개교
- 1961년 9월 7일 동면국민학교 용포분교로 개칭
- 1962년 8월 31일 동면서국민학교로 승격 인가
- 1965년 4월 26일 용포국민학교로 개칭
- 1974년 3월1일 옥호 및 다지리 학구 편입 조정
- 1981년 1월 23일 병설유치원 개원
- 1996년 3월 1일 용포초등학교로 개칭
- 2000년 3월 1일 폐교